# Shellman
Shellman és una població dels Estats Units a l'estat de Geòrgia. Segons el cens del 2000 tenia 1.166 habitants.

## Demografia
Segons el cens del 2000, Shellman tenia 1.166 habitants, 407 habitatges, i 297 famílies. La densitat de població era de 142,9 habitants/km².
Dels 407 habitatges en un 34,2% hi vivien nens de menys de 18 anys, en un 39,8% hi vivien parelles casades, en un 27,5% dones solteres, i en un 27% no eren unitats familiars. En el 24,6% dels habitatges hi vivien persones soles el 13,5% de les quals corresponia a persones de 65 anys o més que vivien soles. El nombre mitjà de persones vivint en cada habitatge era de 2,86 i el nombre mitjà de persones que vivien en cada família era de 3,45.
Per edats la població es repartia de la següent manera: un 32,5% tenia menys de 18 anys, un 10,4% entre 18 i 24, un 23,1% entre 25 i 44, un 21,3% de 45 a 60 i un 12,8% 65 anys o més.
L'edat mediana era de 32 anys. Per cada 100 dones de 18 o més anys hi havia 71,5 homes.
La renda mediana per habitatge era de 20.950 $ i la renda mediana per família de 29.583 $. Els homes tenien una renda mediana de 27.875 $ mentre que les dones 18.462 $. La renda per capita de la població era d'11.267 $. Entorn del 30,1% de les famílies i el 33,2% de la població estaven per davall del llindar de pobresa.

## Poblacions properes
El següent diagrama mostra les poblacions més properes.